# Здравко Бујић
Здравко Бујић (Доње Водичево, 1. новембар 1940) српски је филозоф и лирик.

## Биографија
Бави се филозофијом, лириком, хагиографијом и антологичарством. Рођен је 1940. г. у селу Доње Водичево код Новог Града (бившег Босанског Новог). Завршио је књижевност на Филозофском (Филолошком) факултету у Београду 1964. Магистрирао је 1982. филозофију на Катедри друштвених наука Пушкинског института у Москви. З. Бујић је академик. Редовни је члан Духовне академије Достојевски са центром у Москви и филијалом у Новом Саду.
З. Бујић је као филозоф објавио следећа дела: 
1. Општа начела теорије панкимизма (књига 1);
2. Догмофилијско-скепскофилијски панкимизам у религии (књига 2);
3. Идеалофилијско-реалофилијски панкимизам у философији (књига 3);
4. Теофилијско-антропофилијски панкимизам у уметности (књига 4).
5. Панкимизам, теорија таласног трајања (обједињена тетралогија четири претходна назива);
6. Дешифровани генији и таленти.

Као песник написао је следеће збирке:
1. Кућа у рају;
2. Песма једини завичај;
3. Душа;
4. Уз Бога и љубав;
5. Стихом кроз српске пределе;
6. Моје најбоље песме (ауторов избор песама).

Као хагиограф написао је књигу:
1. Велике светитељке.

Као антологичар издао је књигу под насловом:
1. 100 најбољих српских лирских песама.[1]